# Jane Thabantso
Jane Thabantso (22 gennaio 1996) è un calciatore lesothiano, centrocampista del Matlama e della nazionale lesothiana.

## Carriera

### Nazionale
Ha debuttato con la nazionale del Lesotho il 14 maggio 2015, nell'amichevole pareggiata 0-0 contro il Sudafrica.
Ha segnato il suo primo gol in nazionale il 5 giugno 2016, nella sconfitta per 2-1 contro l'Etiopia valida per le Qualificazioni alla Coppa d'Africa 2017.

## Statistiche

### Cronologia parziale presenze e reti in nazionale
| Cronologia completa delle presenze e delle reti in nazionale ― Lesotho | Cronologia completa delle presenze e delle reti in nazionale ― Lesotho | Cronologia completa delle presenze e delle reti in nazionale ― Lesotho | Cronologia completa delle presenze e delle reti in nazionale ― Lesotho | Cronologia completa delle presenze e delle reti in nazionale ― Lesotho | Cronologia completa delle presenze e delle reti in nazionale ― Lesotho | Cronologia completa delle presenze e delle reti in nazionale ― Lesotho | Cronologia completa delle presenze e delle reti in nazionale ― Lesotho |
| Data                                                                   | Città                                                                  | In casa                                                                | Risultato                                                              | Ospiti                                                                 | Competizione                                                           | Reti                                                                   | Note                                                                   |
| ---------------------------------------------------------------------- | ---------------------------------------------------------------------- | ---------------------------------------------------------------------- | ---------------------------------------------------------------------- | ---------------------------------------------------------------------- | ---------------------------------------------------------------------- | ---------------------------------------------------------------------- | ---------------------------------------------------------------------- |
| 14-5-2015                                                              | Maseru                                                                 | Lesotho                                                                | 0 – 0                                                                  | Sudafrica                                                              | Amichevole                                                             | -                                                                      |                                                                        |
| 14-6-2015                                                              | Bahir Dar                                                              | Etiopia                                                                | 2 – 1                                                                  | Lesotho                                                                | Qual. Coppa d'Africa 2017                                              | -                                                                      |                                                                        |
| 6-9-2015                                                               | Maseru                                                                 | Lesotho                                                                | 1 – 3                                                                  | Algeria                                                                | Qual. Coppa d'Africa 2017                                              | -                                                                      | 63’                                                                    |
| 26-3-2016                                                              | Roche Caiman                                                           | Seychelles                                                             | 2 – 0                                                                  | Lesotho                                                                | Qual. Coppa d'Africa 2017                                              | -                                                                      |                                                                        |
| 29-3-2016                                                              | Maseru                                                                 | Lesotho                                                                | 2 – 1                                                                  | Seychelles                                                             | Qual. Coppa d'Africa 2017                                              | -                                                                      |                                                                        |
| 5-6-2016                                                               | Maseru                                                                 | Lesotho                                                                | 1 – 2                                                                  | Etiopia                                                                | Qual. Coppa d'Africa 2017                                              | 1                                                                      |                                                                        |
| 4-9-2016                                                               | Blida                                                                  | Algeria                                                                | 6 – 0                                                                  | Lesotho                                                                | Qual. Coppa d'Africa 2017                                              | -                                                                      | 47’                                                                    |
| 10-6-2017                                                              | Dar es Salaam                                                          | Tanzania                                                               | 1 – 1                                                                  | Lesotho                                                                | Qual. Coppa d'Africa 2019                                              | -                                                                      |                                                                        |
| 24-3-2018                                                              | Gaborone                                                               | Botswana                                                               | 1 – 0                                                                  | Lesotho                                                                | Amichevole                                                             | -                                                                      | 51’                                                                    |
| 27-3-2018                                                              | Windhoek                                                               | Namibia                                                                | 2 – 1                                                                  | Lesotho                                                                | Amichevole                                                             | -                                                                      | 55’                                                                    |
| 9-9-2018                                                               | Maseru                                                                 | Lesotho                                                                | 1 – 1                                                                  | Capo Verde                                                             | Qual. Coppa d'Africa 2019                                              | -                                                                      | 83’                                                                    |
| 13-10-2018                                                             | Kampala                                                                | Uganda                                                                 | 3 – 0                                                                  | Lesotho                                                                | Qual. Coppa d'Africa 2019                                              | -                                                                      | 45’                                                                    |
| 16-10-2018                                                             | Maseru                                                                 | Lesotho                                                                | 0 – 2                                                                  | Uganda                                                                 | Qual. Coppa d'Africa 2019                                              | -                                                                      |                                                                        |
| 18-11-2018                                                             | Maseru                                                                 | Lesotho                                                                | 1 – 0                                                                  | Tanzania                                                               | Qual. Coppa d'Africa 2019                                              | -                                                                      | 72’                                                                    |
| 24-3-2019                                                              | Praia                                                                  | Capo Verde                                                             | 0 – 0                                                                  | Lesotho                                                                | Qual. Coppa d'Africa 2019                                              | -                                                                      | 63’                                                                    |
| 1-6-2019                                                               | Durban                                                                 | Lesotho                                                                | 0 – 0                                                                  | Uganda                                                                 | Amichevole                                                             | -                                                                      | 56’                                                                    |
| 4-9-2019                                                               | Bahir Dar                                                              | Etiopia                                                                | 0 – 0                                                                  | Lesotho                                                                | Qual. Mondiali 2022                                                    | -                                                                      |                                                                        |
| 8-9-2019                                                               | Maseru                                                                 | Lesotho                                                                | 1 – 1                                                                  | Etiopia                                                                | Qual. Mondiali 2022                                                    | -                                                                      |                                                                        |
| 13-10-2019                                                             | Maseru                                                                 | Lesotho                                                                | 1 – 1                                                                  | Malawi                                                                 | Amichevole                                                             | -                                                                      | 55’                                                                    |
| 13-11-2019                                                             | Freetown                                                               | Sierra Leone                                                           | 1 – 1                                                                  | Lesotho                                                                | Qual. Coppa d'Africa 2021                                              | 1                                                                      | 81’                                                                    |
| 17-11-2019                                                             | Maseru                                                                 | Lesotho                                                                | 2 – 4                                                                  | Nigeria                                                                | Qual. Coppa d'Africa 2021                                              | -                                                                      | 57’                                                                    |
| 14-11-2020                                                             | Porto-Novo                                                             | Benin                                                                  | 1 – 0                                                                  | Lesotho                                                                | Qual. Coppa d'Africa 2021                                              | -                                                                      | 64’                                                                    |
| 17-11-2020                                                             | Maseru                                                                 | Lesotho                                                                | 0 – 0                                                                  | Benin                                                                  | Qual. Coppa d'Africa 2021                                              | -                                                                      | 63’                                                                    |
| 5-6-2021                                                               | Maputo                                                                 | Lesotho                                                                | 0 – 1                                                                  | eSwatini                                                               | Amichevole                                                             | -                                                                      | 71’                                                                    |
| 30-5-2022                                                              | Bahir Dar                                                              | Etiopia                                                                | 1 – 1                                                                  | Lesotho                                                                | Amichevole                                                             | 1                                                                      | Cap.                                                                   |
| 23-3-2023                                                              | Ndola                                                                  | Zambia                                                                 | 3 – 1                                                                  | Lesotho                                                                | Qual. Coppa d'Africa 2023                                              | -                                                                      | 59’                                                                    |
| 26-3-2023                                                              | Soweto                                                                 | Lesotho                                                                | 0 – 2                                                                  | Zambia                                                                 | Qual. Coppa d'Africa 2023                                              | -                                                                      | 52’                                                                    |
| 17-6-2023                                                              | Johannesburg                                                           | Lesotho                                                                | 0 – 1                                                                  | Comore                                                                 | Qual. Coppa d'Africa 2023                                              | -                                                                      | 15’ 71’                                                                |
| 7-7-2023                                                               | Durban                                                                 | Mauritius                                                              | 0 – 2                                                                  | Lesotho                                                                | Coppa COSAFA 2023 - 1º turno                                           | -                                                                      |                                                                        |
| 10-7-2023                                                              | Durban                                                                 | Mozambico                                                              | 0 – 1                                                                  | Lesotho                                                                | Coppa COSAFA 2023 - 1º turno                                           | -                                                                      | 75’                                                                    |
| 14-7-2023                                                              | Durban                                                                 | Malawi                                                                 | 1 – 1 (0 - 3 dtr)                                                      | Lesotho                                                                | Coppa COSAFA 2023 - Semifinale                                         | 1                                                                      |                                                                        |
| 16-7-2023                                                              | Durban                                                                 | Lesotho                                                                | 0 – 1                                                                  | Zambia                                                                 | Coppa COSAFA 2023 - Finale                                             | -                                                                      |                                                                        |
| 16-11-2023                                                             | Uyo                                                                    | Nigeria                                                                | 1 – 1                                                                  | Lesotho                                                                | Qual. Mondiali 2026                                                    | -                                                                      | 84’                                                                    |
| 6-1-2024                                                               | Johannesburg                                                           | Mozambico                                                              | 2 – 0                                                                  | Lesotho                                                                | Amichevole                                                             | -                                                                      | 46’                                                                    |
| 10-1-2024                                                              | Pretoria                                                               | Sudafrica                                                              | 0 – 0                                                                  | Lesotho                                                                | Amichevole                                                             | -                                                                      | 75’                                                                    |
| Totale                                                                 |                                                                        | Presenze                                                               | 35                                                                     |                                                                        | Reti                                                                   | 4                                                                      |                                                                        |